# Yōmei
Cesarz Yōmei (jap. 用明天皇 Yōmei tennō; zm. 587) – 31. cesarz Japonii według tradycyjnego porządku dziedziczenia.
Yōmei panował w latach 585–587.

## Imię
W japońskiej kronice Nihon-shoki występował jako Tachibana-no-Toyohi-no-Mikoto (jap. 橘豊日尊). Za życia, do czasu objęcia tronu, nazywano go księciem Ōe-no-Miko (jap. 大兄皇子, dosł. następca tronu), a jako cesarz: Ikebe-no-Miko (jap. 池辺皇子). Imię Yōmei (jap. 用明) zostało nadane mu pośmiertnie.

## Życiorys
Yōmei był czwartym synem cesarza Kinmei, jego matką była Soga-no-Kitashime, żona Kinmei. We wczesnym dzieciństwie w wyniku sukcesji ojca zastąpił jego starszy brat, Bidatsu. Następnym w kolejce do cesarskiego tronu był właśnie Yōmei, który objął go po śmierci Bidatsu 14 września 585.
W 586 oficjalnie poślubił swoją przyrodnią siostrę (z drugiej żony Kinmei), księżniczkę Hashihito, z którą był już w związku od kilku lat. Księżniczka powiła mu pięciu synów, w tym księcia Shōtoku. Oprócz niej miał również trzy oficjalne konkubiny.
Dwaj bardzo wpływowi działacze na dworze poprzedniego cesarza Bidatsu, Mononobe-no-Moriya oraz Soga-no-Imako, zachowali swoje stanowiska podczas panowania Yōmei dlatego, że jak się później okazało jeden z nich (Soga-no-Imako) był dalszym kuzynem Yōmei.
Yōmei był pierwszym cesarzem wyznającym buddyzm. Wspierał jego rozprzestrzenianie i fundował nowe świątynie oraz miejsca kultu buddyjskiego, co nie podobało się dworowi cesarskiemu wyznającemu tradycyjną religię Japonii – shintō (buddyzm na wyspach japońskich był wówczas nowością) – który stanowczo sprzeciwił się ustanowieniu przez Yōmei buddyzmu jako religii państwowej. Wspomniany wcześniej Mononobe-no-Moriya, gorliwy wyznawca shintō, uknuł spisek z bratem Yōmei, księciem Anahobe, mający na celu wyeliminowanie Yōmei, który w jego wyniku został zamordowany w 587. Oficjalnym powodem śmierci była choroba cesarza. Po pogrzebie Yōmei, Mononobe bezskutecznie zabiegał na dworze cesarskim o intronizację Anahobe, która dałaby mu pełnię władzy.
Mauzoleum cesarza Yōmei znajduje się w Osaka. Nazywa się ono Kawachi no Shinaga no hara no misasagi.

## Genealogia
| Keitai 継体天皇 ur. ??? zm. 9 kwietnia 527 | Keitai 継体天皇 ur. ??? zm. 9 kwietnia 527 |                                 |                                 | Księżna Tashiraka 手白香皇女 ur. ??? zm. po 509 | Księżna Tashiraka 手白香皇女 ur. ??? zm. po 509 |  |  | Soga-no-Iname 蘇我稲目 ur. ?? zm. 570 | Soga-no-Iname 蘇我稲目 ur. ?? zm. 570 |                                              |                                              | N.N. ??? ur. ??? zm. ??? | N.N. ??? ur. ??? zm. ??? |
|                                            |                                            |                                 |                                 |                                                 |                                                 |  |  |                                       |                                       |                                              |                                              |                          |                          |
|                                            |                                            |                                 |                                 |                                                 |                                                 |  |  |                                       |                                       |                                              |                                              |                          |                          |
|                                            |                                            | Kinmei 欽明天皇 ur. 509 zm. 571 | Kinmei 欽明天皇 ur. 509 zm. 571 |                                                 |                                                 |  |  |                                       |                                       | Soga-no-Kitashime 蘇我堅塩媛 ur. ??? zm. 612 | Soga-no-Kitashime 蘇我堅塩媛 ur. ??? zm. 612 |                          |                          |
|                                            |                                            |                                 |                                 |                                                 |                                                 |  |  |                                       |                                       |                                              |                                              |                          |                          |
|                                            |                                            |                                 |                                 |                                                 |                                                 |  |  |                                       |                                       |                                              |                                              |                          |                          |
|                                            |                                            |                                 |                                 |                                                 |                                                 |  |  |                                       |                                       |                                              |                                              |                          |                          |

| Yōmei 用明天皇 ur. ??? zm. 587 |
|                                |